# Ragnar Grevillius
Ragnar August Grevillius, född 15 november 1850 i Göteborg, död 18 juni 1920 i Göteborgs domkyrkoförsamling, Göteborgs och Bohus län, var en svensk operasångare.

## Biografi
Ragnar Grevillius föddes 1850 i Göteborg. Han blev 1873 student vid Uppsala universitet och var från 1884 till 1886 operasångare vid Kungliga Operan i Stockholm. Grevillius var från 1887 till 1891 sånglärare i London och från 1891 i Stockholm.

### Fotnoter
1. 1 2 3 4 5  Sveriges dödbok 1815–2022, nionde utgåvan, Sveriges Släktforskarförbund, december 2023.[källa från Wikidata]
2. ↑  Sveriges dödbok 1815–2022, nionde utgåvan, Sveriges Släktforskarförbund, december 2023, Grevillius, Ragnar August
(1850-11-15)
DB, FS (sida: 323)?
3. ↑  Ragnar Grevillius i Adolf Lindgren och Nils Personne, Svenskt porträttgalleri (1897), volym XXI. Tonkonstnärer och sceniska artister